# Sœurs de la charité du cardinal Sancha
Les Sœurs de la charité du cardinal Sancha (en latin : Sorores Caritatis Cardinalis Sancha) est une congrégation religieuse féminine enseignante et hospitalière de droit pontifical.

## Historique
La congrégation est fondée le 5 août 1869 à Santiago de Cuba par le bienheureux Ciriaco María Sancha y Hervás (1833-1909), chanoine de la cathédrale, avec ses quatre filles spirituelles, sous le nom de Sœurs des pauvres invalides et des enfants pauvres. Leurs constitutions sont élaborées par Sancha sur la base de la règle de saint Benoît. La congrégation est reconnue de droit diocésain le 5 août 1870 par José María Orberá, vicaire général de l'archidiocèse de Santiago de Cuba.
La nomination comme évêque du fondateur et son transfert en Espagne cause de graves difficultés aux religieuses ; en 1877 leur maison-mère de Santiago est supprimée et en 1961, avec l'arrivée au pouvoir de Fidel Castro, les religieuses sont expulsées de Cuba qui transfèrent leur maison généralice à Saint-Domingue. L'institut reçoit le décret de louange le 23 décembre 1953 et prend alors son nom actuel.

## Activités et diffusion
Les religieuses se consacrent principalement à l'enseignement et aux soins des personnes âgées.
Elles sont présentes en:
- Europe : Espagne, Italie.
- Amérique : Colombie, Cuba, États-Unis, Haïti, Panama, Pérou, Porto Rico, République dominicaine Venezuela.

La maison généralice est à Saint-Domingue.
En 2017, la congrégation comptait 306 religieuses dans 56 maisons.